# Poromitra oscitans
Poromitra oscitans är en fiskart som beskrevs av Ebeling, 1975. Poromitra oscitans ingår i släktet Poromitra och familjen Melamphaidae. Inga underarter finns listade i Catalogue of Life.